# معجون المسير
معجون المسير هي حلوى تركية تقليدية مرتبطة بمدينة مَنيسة. كانت أنواعها الأولى حارة وليس حلوة. معجون السكر هو معجون حلوى تركية حلوة ناتجة من الأنواع الحارة لمعجون المسير.

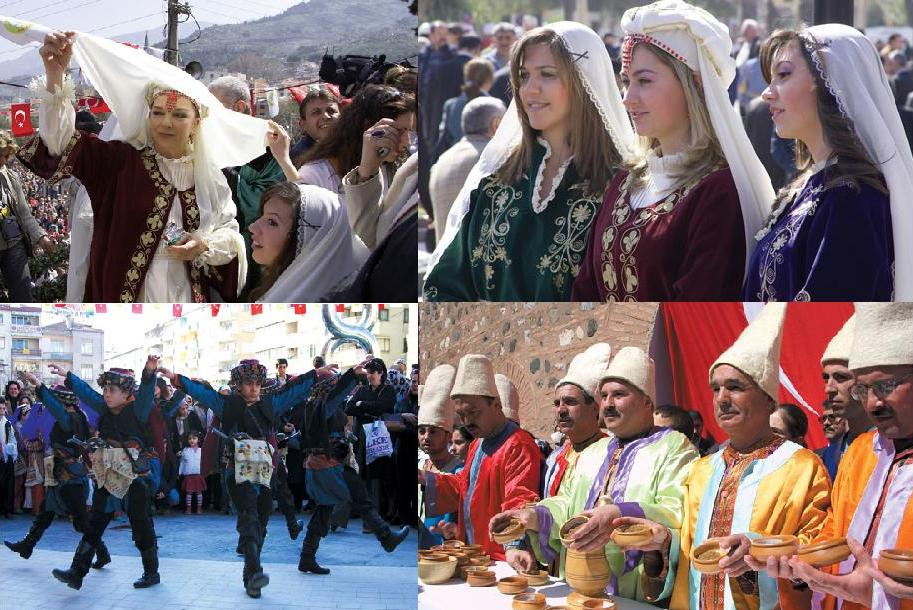
مهرجان أو بيرم معجون المسير في منسية